# دیوردی گرنداش
دیوردی گرنداش (مجاری: György Gerendás؛ زادهٔ ۲۳ فوریهٔ ۱۹۵۴) بازیکن واترپلو اهل مجارستان بود.